# Erebia lapponoides
Erebia lapponoides är en fjärilsart som beskrevs av Goltz 1939. Erebia lapponoides ingår i släktet Erebia och familjen praktfjärilar. Inga underarter finns listade i Catalogue of Life.